# Шоиндыколь
Шоиндыколь (Шояндыколь, Шойындыколь; каз. Шойындыкөл, Шаяндыкөл) — озеро в Жаркаинском районе Акмолинской области Казахстана. Относится к бассейну реки Терисаккан.

## Описание
Озеро Шоиндыколь расположено на высоте 325 м над уровнем моря. На северо-западном берегу находится село Шойындыколь.
Площадь поверхности водоёма при разливе составляет 18,84 км², длина — 6,4 км, наибольшая ширина — 5 км. Площадь водосбора — 281 км². Средняя глубина озера — 0,3—0,4 м.
В обычное время площадь зеркала сокращается до 7 км². В отдельные сухие сезоны водоём полностью пересыхает.
Вода является солоноватой и пригодна только в качестве питья для домашнего скота.
Впадающая в Шоиндыколь река Алтын-Карасу, которая состоит из нескольких рукавов, является круглогодично существующим водотоком, сообщающимся с озером. Остальные водотоки (в том числе соединяющиеся с озёрами Сабынды и Жарколь) существуют только во время половодья.
Озеро полностью зарастает надводной растительностью. Прибрежная орнитофауна отличается разнообразием.